# APOPO
APOPO (сокращение от Anti-Persoonsmijnen Ontmijnende Product Ontwikkeling — «развитие продуктов обнаружения противопехотных мин») — зарегистрированная бельгийская неправительственная организация, которая дрессирует гамбийских хомяковых крыс (на илл.) для поиска и обнаружения противопехотных мин и микобактерий туберкулёза. Миссия АПОПО заключается в разработке технологии поиска у крыс, чтобы «обеспечить решение глобальных проблем и вдохновлять позитивные социальные изменения».
Факторами успеха в обнаружении мин у хомяковых крыс являются, во-первых, их высокая чувствительность к запаху[чего?], во-вторых — небольшой вес (даже если крыса наступит на мину, детонации не произойдёт). На обучение каждой крысы, которое продолжается порядка 7 месяцев, тратится в среднем 7770 долларов (втрое меньше, чем на собаку); после завершения курса крыс отправляют в различные страны, где присутствуют минные поля. Неофициальное название подготовленных крыс — «Hero Rat» («крыса-герой»).
Подготовка крыс по данной программе началась в 1997 году в Бельгии, с 2000 года штаб-квартира APOPO находится в Танзании. С 2003 года организация действует в Мозамбике, где 30 крыс с начала проведения операции обнаружили 1500 мин и «вернули» населению этой страны 2,5 миллиона квадратных метров (250 га) территории.
В сентябре 2020 года учёная крыса[уточнить], самец по имени Магава (Magawa), получила престижную золотую медаль PDSA «Животному за смелость и преданность долгу» (англ. For animal gallantry or devotion to duty) за обнаружение мин в Камбодже. Магава — единственная крыса из тридцати животных, награждённых медалью. За время службы крыса обнаружила 39 мин и 28 неразорвавшихся боеприпасов. По оценкам в Камбодже осталось до шести миллионов мин и неразорвавшихся боеприпасов.

### Комментарии
1. ↑  PDSA[англ.] — британская ветеринарная благотворительная организация